# Jean Antoine de Paul de Châteaudouble
Jean Antoine Emmanuel de Paul de Châteaudouble est un homme politique français né le 25 décembre 1774 à Castellane (Provence) et décédé le 12 octobre 1846 à Paris.

## Biographie
Jean Antoine Emmanuel de Paul de Châteaudouble naît le 25 décembre 1774 à Castellane, en Haute Provence. Il est le fils d'Antoine de Paul, capitaine de grenadiers, et de Marie Marguerite de Baudrier de Châteaudouble.
Émigré sous la Révolution, il sert dans l'armée de Condé et ne revient en France qu'e pendant l'Empire. Il est membre de la société secrète des chevaliers de la foi. Il est reçu membre de la loge maçonnique de Draguignan "Triomphe de l'Amitié" le 6 juin 1811.Ayant hérité de son oncle de Baudrier, dernier seigneur de Châteaudouble (1808), il fixe dans cette commune dont il devient maire de Châteaudouble de 1809 à 1815. Sous-préfet de Toulon de 1815 à 1818, il est député du Var de 1815 à 1831, siégeant dans la majorité soutenant les ministères de la Restauration. Il est sous-directeur de la caisse d'amortissement en 1821.
Il se marie avec Marie-Rose Poilroux, d'où une fille Marie, épouse d'Adolphe de Berlier-Tourtour.
Le 17 août 1822, il est nommé chevalier de la Légion d'honneur, et devient officier du même ordre, le 22 mai 1826. Il meurt le 12 octobre 1846 à Paris, en son domicile situé dans le 4e arrondissement.